# Billy Ard
William Donovan "Billy" Ard (East Orange, 12 de março de 1959) é um ex-jogador profissional de futebol americano estadunidense. Ele foi campeão da temporada de 1986 da National Football League jogando pelo New York Giants.